# Tension (Band)
Tension ist eine US-amerikanische Speed-, Power- und Thrash-Metal-Band aus Baltimore, Maryland, die im Jahr 1978 unter dem Namen Deuce gegründet wurde, sich 1988 auflöste und 2011 wieder zusammenfand.

## Geschichte
Im Jahr 1978 zog der 15-jährige Sänger und Gitarrist Tom Gattis von Wyoming nach Maryland, um eine Band zu gründen. Gattis schaltete eine Anzeige in der lokalen Zeitung, auf die sich der 16-jährige Highschool-Kamerad und Gitarrist Marty Friedman meldete, welcher später bei Bands wie Cacophony und Megadeth sowie als Solist Karriere machen sollte. Kurz darauf kamen Bassist Steve Leter und Schlagzeuger Chris Tinto zur Band, sodass gegen Ende des Jahres die Band Deuce geboren wurde. Anfang 1979 verließen Leter und Tinto die Band jedoch schon wieder. Als neuer Schlagzeuger stieß Billy Giddings zur Band, während Mike Davis den Bass besetzte. Mitte des Jahres folgten kleine lokale Auftritte. Gegen Ende des Jahres gab Gattis den Posten des Sängers auf, sodass Sänger Eddie Day zur Band kam. Diese Besetzung hielt bis 1980 an, ehe Day der Band den Rücken kehrte und Gattis wieder den Gesang übernahm. Im selben Jahr wurde Mike Davis durch Bassist Chris Hall ersetzt. Später im Jahr verließ Gitarrist Friedman die Band, um nach Hawaii zu ziehen. Friedman wurde durch Timmy Meadows, den jüngeren Bruder von Angel-Gitarrist Punky Meadows, ersetzt. Danach begab sich die Band ins Studio, um die Single I’m Saved/Bad Boys aufzunehmen. Diese Aufnahme wurde vom Lokalradio mehrfach eingesetzt, was seinen Anteil daran hatte, dass die Band live bis zu 500 Leute anzog. Im Jahr 1981 verbrannte eines Nachts die gesamte Ausrüstung der Band in der Scheune, in der sie für gewöhnlich ihre Auftritte abhielt. Mit dem Geld der Versicherung kaufte sich die Gruppe neue Instrumente, Von diesem Zeitpunkt an probte sie in Giddings’ Keller. Gegen Ende des Jahres 1982 verließ Bassist Hall die Band und wurde durch einen Freund von Timmy Meadows, Michael Francis, ersetzt. Die Band erlangte weitere Aufmerksamkeit, infolge derer sie im Jahr 1983 als Vorgruppe für Bands wie Ratt, Queensrÿche, Grim Reaper und Talas spielen konnte. Dadurch wiederum geriet sie in den Fokus verschiedener Labels. Das Label Torrid Records, das auch das erste Exodus-Album Bonded by Blood veröffentlichte, war an der Band interessiert. Kurz vor Vertragsunterzeichnung im Jahr 1985 stieg Michael Francis aus und wurde durch Bassist Timmy O’Connor ersetzt. Im Oktober 1985 flog die Band in das Capitol Records Studio in Los Angeles, um ihr Debütalbum einzuspielen. Während der Aufnahmen wurde die Band benachrichtigt, dass es bereits eine Band gleichen Namens gab, sodass sie sich in Tension umbenannte. Ein Jahr später erschien das Debütalbum Breaking Point in den USA (der europäische Markt, zum Beispiel das Importergebnis, wurde beobachtet). Der Veröffentlichung folgten Auftritte als Vorband für Metal Church, Megadeth und Exciter. Im Jahr 1987 begab sich Tension erneut ins Studio, um die EP Epitome aufzunehmen, die drei Lieder umfasste. Im Gegensatz zu ihrem Debütalbum war die Band mit dem Resultat zufrieden, jedoch wurde es von Torrid Records nie veröffentlicht. Im Jahr 1988 verließ Gründungsmitglied Tom Gattis die Band, da er nach New Mexico übersiedelte, woraufhin sich die Band auflöste. Im März 2011 fand Tension wieder zusammen.

## Stil
Die Band spielt eine Mischung aus Power-, Speed- und Thrash Metal im Sinne von Bands wie Overkill, Metal Church und Agent Steel.

## Diskografie
als Deuce
- 1981: I’m Saved/Bad Boys (Single, Manta Records)

als Tension
- 1985: Demo ‘85 (Demo, Eigenveröffentlichung)
- 1986: Breaking Point (Album, Torrid Records)
- 1987: Demo (Demo, Eigenveröffentlichung)
- 1997: Epitaph (Kompilation, Metalgrind Productions)